# Weibernetz
Weibernetz e.V. bzw. Bundesnetzwerk von FrauenLesben und Mädchen mit Beeinträchtigung ist  eine bundesweite Organisation von Frauen mit unterschiedlichen Beeinträchtigungen sowie der Landesnetzwerke und Koordinierungsstellen behinderter Frauen.

## Ziel
Weibernetz wurde im Jahr 1998 gegründet. Ziel des Vereins ist die Verbesserung der politischen Interessenvertretung von Frauen und Mädchen mit Beeinträchtigung, die Koordinierung der Aktivitäten der einzelnen Landesnetzwerke und sonstiger themenbezogener Zusammenschlüsse sowie Verbreitung von Informationen und damit die Verbesserung der Lebenssituation aller Frauen und Mädchen mit Behinderungen und/oder chronischen Erkrankungen.

## Methoden
- Gremienarbeit: In bundesweiten Gremien vertritt der Verein die Interessen von Frauen und Mädchen mit Behinderung und ist Gründungsmitglied des Deutschen Behindertenrates und Mitglied im Deutschen Frauenrat
- Stellungnahmen: Stellungnahmen zu relevanten Vorhaben und Gesetzesentwürfen der bundesweiten Frauen- und Behindertenpolitik, wie dem SGB IX, dem Behindertengleichstellungsgesetz
- Politische Kontakte: Im Kontakt mit Politikern und Mitarbeiterinnen und Mitarbeitern von Bundesministerien wird ein Bewusstsein für die Situation von Frauen und Mädchen mit Behinderung geschaffen
- Vernetzung: Im Rahmen des Projekts „Politische Interessenvertretung behinderter Frauen“ unterstützt Weibernetz e.V. die Vernetzung und Koordination sowie die Gründung neuer Interessenvertretungen behinderter Frauen auf Landesebene.
- Kontakt- und Informationsstelle[1]
- Öffentlichkeitsarbeit: Herausgabe der Zeitschrift WeiberZEIT (informiert über aktuelle politische Entwicklungen), von Broschüren zu unterschiedlichen Themen, Pressemitteilungen und Berichten
- Tagungen/Weiterbildungen
- Projekt: Frauenbeauftragte in Einrichtungen[2]

## Mitgliedsorganisationen
- Bremer Netzwerk behinderter Frauen
- Hamburger Netzwerk „Mädchen und FrauenLesben mit Behinderung“ c/o Forum e.V.
- Hessisches Koordinationsbüro für behinderte Frauen
- KOBRA - Koordinations- und Beratungsstelle für Frauen mit Behinderungen in Rheinland-Pfalz
- Lebendiger Leben e.V. Dresden
- LIANE – Landesweites integratives autonomes Netzwerk für Frauen und Mädchen mit Behinderung und/oder chronischen Erkrankungen in Baden-Württemberg
- mixed pickles e. V. Vernetzungs- und Koordinationsbüro Verein für Mädchen und Frauen mit und ohne Behinderung in Schleswig-Holstein e.V.
- Netzwerk behinderter Frauen Berlin e.V.
- Netzwerk behinderter Frauen Niedersachsen
- Netzwerk Frauen und Mädchen mit Behinderung / chronischer Erkrankung NRW
- Netzwerk von und für Frauen und Mädchen mit Behinderungen in Bayern
- RuT, Rad und Tat e.V.

## Logo
Das Logo wurde von der Kasseler Grafikerin Ulrike Vater gestaltet. Es erinnert nach Aussage der Künstlerin mit den unvollständigen Gliedmaßen nicht von ungefähr an die griechisch-römischen Statuen (etwa die Venus von Milo), „die trotz ihrer Beschädigung Kraft und Schönheit ausstrahlen.“